# القرن (يبعث)

تعديل مصدري - تعديل

القرن هي إحدى قرى عزلة يبعث بمديرية يبعث التابعة لمحافظة حضرموت، بلغ تعداد سكانها 538 نسمة حسب تعداد اليمن لعام 2004.